# Willkommen Österreich (Late-Night-Show)

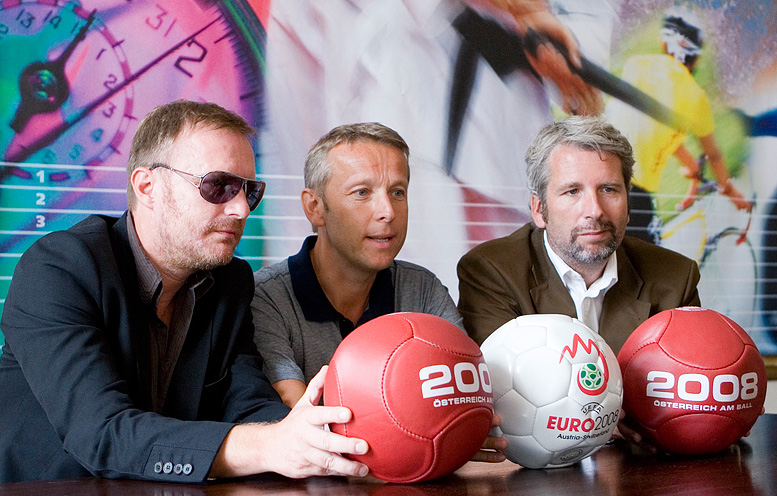
Dreharbeiten zu einer „Willkommen Österreich“-Folge mit Sportstaatssekretär Reinhold Lopatka im August 2007.

Willkommen Österreich ist eine österreichische Late-Night-Show, moderiert von Stermann & Grissemann, die in der Comedy-Schiene DIE.NACHT des ORF läuft. Das Konzept knüpfte anfangs an der Vorabendillustrierten Willkommen Österreich an, bereits ab der zehnten Episode wurden allerdings Design und Erscheinungsbild in Richtung Late-Night-Show geändert.

## Geschichte

### Entstehung und anfängliches Konzept
Die gleichnamige Vorgängersendung Willkommen Österreich war eine Vorabendillustrierte, die täglich auf dem Sender ORF 2 lief. Im Zuge der Programmreform 2007, die auch das neue Format hervorbrachte, wurde sie abgesetzt.
Das 2007 gestartete neue Format wurde explizit als schwarzhumorige Parodie auf die Originalsendung beworben und bediente sich ursprünglich sogar desselben Logos und Corporate Designs. Produziert im Media Quarter Marx, vor dem originalen „Willkommen Österreich“-Bühnenbild, griff die Show mit ihrem „Angst“-Konzept sehr direkt und ironisch den konservativen Charakter der einstigen Vorabendillustrierten an. Hierbei wurden in den ersten zehn Folgen ausschließlich Ängste thematisiert. Die Sendung bediente sich einer düsteren Beleuchtung und eines depressiven Grundtons, was sich auch in der Ausdrucksart der Moderatoren widerspiegelte. Verstärkt wurde der Eindruck durch musikalische und tontechnische Effekte.
Das Heile-Welt-Bild aus dem Nachmittagsprogramm wurde in der Neuauflage komplett auf den Kopf gestellt. So zeigte sich in der ersten Sendung zum Beispiel, dass in einem scheinbar bloß als Dekorationsobjekt dienenden kleinen Schrank seit vielen Jahren ein Mann wohnte, der vor lauter Ängsten nicht mehr herauskommen wollte. Die Beiträge der neuen Show bildeten ein ironisches und entlarvendes Gegenstück zur Vorgängersendung. Insbesondere der einstige „Ratgeber“-Teil wurde hier persifliert, indem etwa Experten zu einem Themengebiet eingeladen und mit unmöglichen Fragestellungen torpediert wurden.
Jede Folge beschäftigte sich ursprünglich mit speziellen Ängsten (Verbrechen, Flugangst etc.) die mit eingeladenen Gästen besprochen wurden. Der Humor der Sendung ergab sich zunächst weniger durch einzelne Gags oder Pointen als vielmehr durch den unkonventionellen und unverschämten Moderationsstil und durch überraschende, groteske Ereignisse im Studio.
Ursprünglich wollte man ein Gastmoderationsformat auf die Beine stellen, was aber aus Kostengründen nicht gelang. So kam es dazu, dass vor dem Relaunch neben Stermann & Grissemann auch B- und C-Moderatorenteams zum Einsatz kamen.

### Relaunch zur Late-Night-Show
Nach den ersten neun Folgen gab es eine längere Pause, bis neue Episoden produziert wurden. Das Konzept wurde hierbei grundlegend geändert und orientierte sich mehr am Schema klassischer Late-Night-Shows sowie an Stermann & Grissemanns FM4-Radioshow Salon Helga. Das Augenmerk lag von nun an weniger auf dem Versuch, ein Gegenstück zur früheren Nachmittagssendung des ORF zu schaffen. Die bizarre Keyboard-Untermalung wurde durch die energische Band Russkaja ersetzt und die Live-Aufzeichnung zugunsten eines strafferen Zusammenschnitts aufgegeben. Außerdem wurde diesmal gezielt auf punktiertere Gags gesetzt und eine freundlichere, buntere Studiodekoration präsentiert. Viele Rubriken wurden ebenfalls zugunsten längerer Talk-Segmente abgesetzt. Statt Experten zu bestimmten Themenbereichen sind seitdem nur noch prominente Gäste aus Österreich und dem deutschsprachigen Raum zu Gast. Pro Sendung werden meistens zwei Gäste aus verschiedensten Bereichen eingeladen, mit denen dann über aktuelle Themen gesprochen wird. Der provokante, ungezwungene und spontane Moderationsstil des Duos, welcher schon in der Radioshow angewandt wurde, ist nun der Kern der Sendung.
Im Laufe der Jahre kam es zu weiteren Änderungen des Sendungsaufbaus, so ist seit der achten Folge ein knapp zweiminütiger Beitrag von Thomas Edlinger Bestandteil der Sendung, der stilistisch (Wort-Bild-Kombination) an die „Sendung ohne Namen“ angelehnt ist und die jeweiligen Studiogäste vorstellen soll. Personell bezieht die Produktion bereits seit Beginn einen Großteil der Mitarbeiter aus dem FM4-Bereich: Albert Farkas, Thomas Edlinger, Fritz Ostermayer, Fred Schreiber und Herr Hermes, welcher sich als Nachfolger vom Supatopcheckerbunny den „unteren 10.000“ widmet. Seit 2012 sind zudem maschek. Teil der Sendung.
Im Februar 2017 produzierte Willkommen Österreich auch das Satire-Video America First, Austria Second, das Teil der Serie Every Second Counts von europäischen Late-Night-Shows ist. In diesen Videos persiflieren sie den Slogan des US-Präsidenten Donald Trump America First.

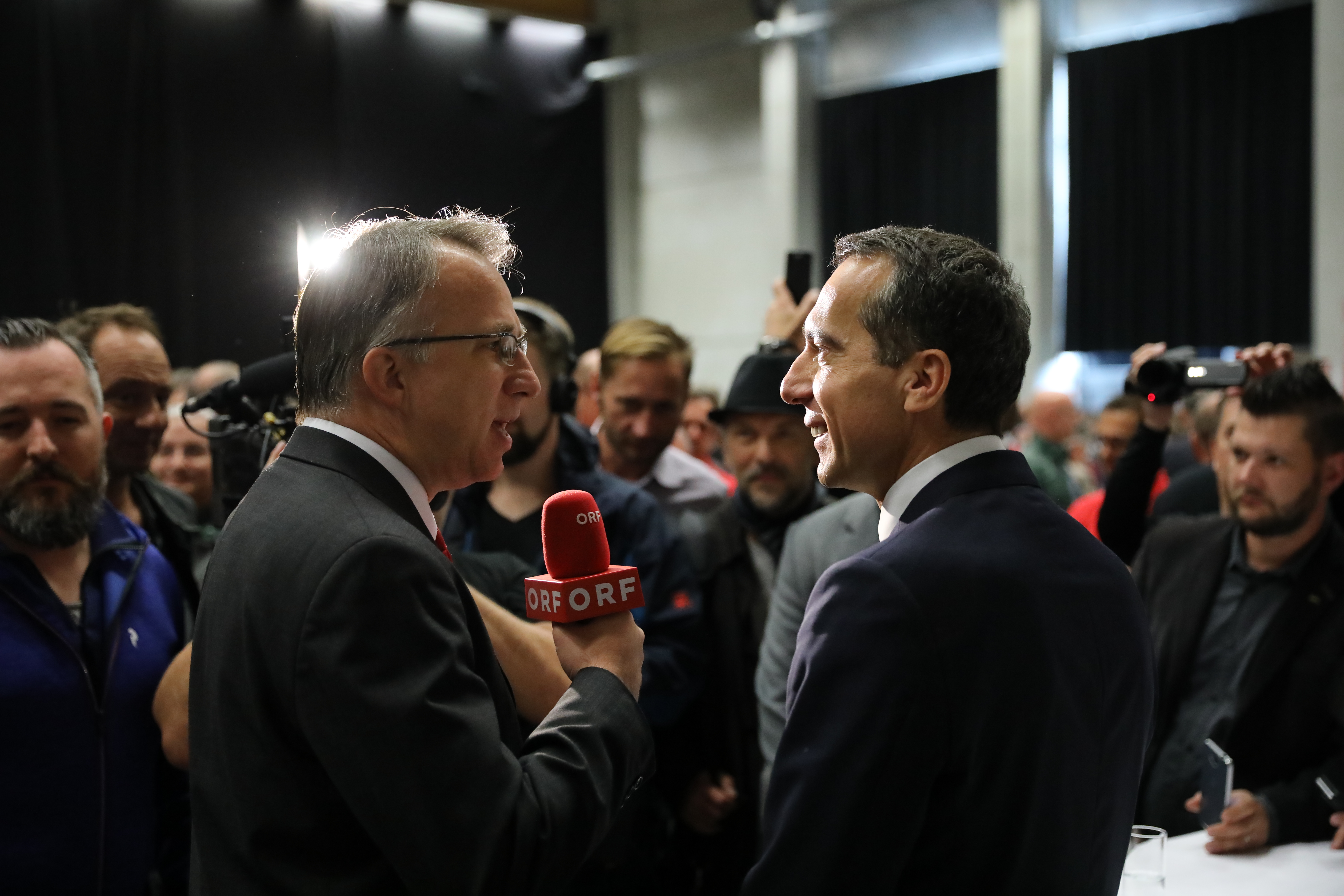
Außenreporter Peter Klien mit Christian Kern (2017)

Von April 2016 bis September 2019 fungierte Peter Klien, der zuvor bereits als Gag-Schreiber für die Sendung tätig war, für die Sendung als Außenreporter für politische Events nach deutschem bzw. amerikanischem Vorbild. Danach übernahm er mit Gute Nacht Österreich eine eigene Satireshow.

## Konzept und Rubriken

### Im anfänglichen „Angst“-Konzept
Die ersten zehn Folgen der Sendung verfügten über folgende Rubriken:
- Phobie im Bild:

Fred Schreiber besuchte mehrere Plätze, bei denen die Angst besonders zu spüren war, und befragte die Menschen, die für die dortige Sicherheit zuständig waren oder auch einfach nur in der Umgebung lebten.
- Neben dem Achten:

In „Neben dem Achten“ redeten mehrere Jugendliche (vermutlich alle ausländischer Abstammung) aus dem 15. (anfangs 16.) Wiener Gemeindebezirk Rudolfsheim-Fünfhaus. Eigentlich war dieser Sendungsabschnitt nur dazu gedacht, sich offensichtlich über diese Jugendlichen lustig zu machen. Der Name galt als Anspielung auf den Quotenflop Mitten im 8en.
- Angstberatung mit Supatopcheckerbunny:

Die Außenreporterin Supatopcheckerbunny (deren Identität stets geheim gehalten wurde, sie stammt aber aus dem Umfeld der Zentralen Intelligenz Agentur) erklärt in Berlin, wie man seine Ängste überwinden kann – zynisch auf sehr einfache Weise. In der Folge über die Schweiz gab sie vor, sich in Bern zu befinden, was aber der zu Gast eingeladene Schweizer Vizebotschafter dementierte. In Wirklichkeit befand sie sich nur vor der Schweizer Botschaft in Berlin.
- Hall of Fear:

Die „Hall of Fear“ war eine Rubrik, in der man wöchentlich für das Bild abstimmen konnte, das einem am meisten Angst bereitete. In einer Ausgabe war es Christoph Grissemann selbst, da es in dieser Sondersendung darum ging, wer begraben werden musste, was tatsächlich geschah.
- Jancker/Manker – Rommel/Van Bommel:

Ein Quiz, in dem man auswählen konnte zwischen einer Sport- und einer Kunstfrage oder einer Geschichts- und einer Sportsfrage. Pro Sendung wurde immer ein Kandidat aus dem Publikum geholt, damit er beim Quiz gegen Stermann & Grissemann antrat. Es ging darum, alle Fragen richtig zu beantworten, um einen Obstkorb zu gewinnen. Wenn der Kandidat das schaffte, durfte er ihn mitnehmen, wenn aber die zwei Moderatoren gewannen, blieb der Korb im Studio und wurde für die darauffolgende Woche erneut verlost. Als Quizmaster fungierte Albert Farkas, welcher es durch verwirrende Fragetechnik den Kandidaten unmöglich machte zu gewinnen.
- Die Angstbörse:

Die Börse, in der die Kurse der Ängste immer wieder stiegen und fielen. Beispielsweise, wenn es einen Anschlag gab, stiegen die Kurse für Verbrechen und Terrorismus. Dieser Abschnitt wurde immer von Paul Kraker präsentiert.
- Das schlechte Zimmer:

Hinter der Couch, auf der die Moderatoren ihre Talkgäste begrüßten, hing an einer Tür ein Schild mit der Aufschrift „Das schlechte Zimmer“. Aus diesem Raum kamen in den ersten Sendungen merkwürdige Geräusche, die thematisiert wurden. Zudem endeten die ersten Sendungen immer mit einer Kamerafahrt auf das Schild.
Fester Bestandteil des Konzepts war zudem Albert Farkas, welcher für die Sendung als Webhost fungierte und sich immer wieder mit durchaus eigenartigen Kommentaren bemerkbar machte. Meistens war er nicht guter Laune, wirkte sehr besorgt und erwähnte immer wieder private Probleme, wie Familie, Geld etc. Im Zuge des Relaunch übernimmt Albert Farkas keine Rolle innerhalb der TV-Sendung mehr, dreht aber dafür kurze Videos, in denen er die Gäste in absurde Quizspiele oder Kurzinterviews verwickelt. Die Filme sind auf der Community-Webseite der Sendung zu sehen.

### Als Late Night-Show
Hinter dem Moderatorentisch steht immer ein Bildschirm mit einem historischen Testbild im Schwarz-Weiß, einmal vom ORF, einmal von der RAVAG.
Rubriken der Sendung ab der elften Folge sind oder waren unter anderen:
- Die unteren 10.000:

Als Außenreporter für den Societybericht „Die unteren 10.000“ fungiert Herr Hermes. Er ist für Stermann & Grissemann ein „Dominic Heinzl für Arme“. In jeder Sendung besucht er eine andere kulturell irrelevante Veranstaltung, wie zum Beispiel eine Schulaufführung in einem unbekannten Dorf. In Folge 12 präsentierte er die Adoptionscastingshow Childmania, in Anspielung auf Starmania. „Die unteren 10.000“ ist die letzte noch regelmäßig laufende Rubrik der Sendung, jedoch entfällt sie in manchen Folgen, etwa zugunsten eines längeren maschek-Beitrages.
- Der Mann im Schrank:

In der Show wird ein „Mann im Schrank“ besucht, welcher unter dem Pseudonym Frank Baumann dort angeblich seit 22 Jahren lebt. Hinter dieser Person steckt der seit 1984 in Wien lebende Zeichner und Journalist Tex Rubinowitz. Wann immer er besucht wird, spielt die Band Russkaja eine Melodie, Christoph Grissemann öffnet sein Hemd und schleicht sich langsam tanzend zum Kasten. Wenn Dirk Stermann zu ihm geht, rennt er schnell zum Kasten und öffnet die Tür, bevor die Melodie zu Ende ist. In Folge 13 war Frank Baumanns Bruder René Baumann im Kasten, da sich Frank Baumann eine Tatze auf die Hand operieren ließ. In Folge 14 war diese zu sehen, verschwand in der Episode darauf jedoch wieder. Mit der Ausstrahlung der dritten Staffel im September 2008 wurde die „Mann im Schrank“ Rubrik vorübergehend abgesetzt. In Folge 51 war er wieder da, verließ erstmals den Schrank und ging, wie er behauptete, nach Washington, um dem neu gewählten Präsidenten bei der Arbeit zu helfen. In der 150. Folge tauchte er erneut auf.
- Historische Glanzmomente:

Zu Beginn der Sendung spielten Stermann & Grissemann geschichtlich wichtige Momente vor. Zumeist bestand die Pointe aus einem Wortspiel (z. B. Ludwig XIV.: „Le tasse? Le tasse, c’est moi“ – vgl. L’état, c’est moi oder Cäsar: „Auch du mein Sohn, Bluetooth?“ in Anspielung auf Cäsars Ausruf Auch du mein Sohn, Brutus?).
- Der schönste Tag in Deinem Leben:

Angebliche Fans von Stermann und Grissemann bekamen in dieser Rubrik die Chance, einen Nachmittag am Alltag der beiden teilzuhaben. Dieser entpuppte sich in den Einspielern aber als wenig glamourös und Kontakt zwischen den Moderatoren und dem Gast beschränkte sich meistens auf peinliches Schweigen und Beleidigungen.
- Freunde fürs Leben:

In kurzen Beiträgen wurde Stermann und Grissemanns Kindheit in Rückblenden mit jungen Schauspielern geschildert. Die beiden sprachen aber die Dialoge selbst. Die Handlung hat nichts mit der wahren Biographie des Duos zu tun.
- Die Fischers:

Stermann und Grissemann parodieren Bundespräsident Heinz Fischer und dessen Ehefrau Margit. Grissemann spielt den entscheidungsschwachen, touretthaft „Guten Morgen“ schreienden Präsidenten, Stermann die wortkarge Präsidentengattin. Zur 250. Folge reagierte Heinz Fischer mit einem ironischen Gratulationsvideo auf die Parodie.
- Austrofred

Austrofred taucht bei Dreharbeiten und Veranstaltungen auf und interviewt dort Künstler usw.
- Apotheker Edlinger

Die eingeladenen Gäste werden in einem vom „Apotheker Edlinger“ alias Thomas Edlinger gelesenen Text, begleitet von einer Videocollage, vorgestellt.
- maschek

Ein aktueller Clip von maschek wird live präsentiert. Oft gibt es auch als Vorspann zur Sendung ein kurzes verfremdetes Statement.

## Musik
Im Rahmen des „Angst-Konzepts“ spielte Philipp Quehenberger zu jeder Folge den „Soundtrack of fear“, womit er des Öfteren auch die Gäste übertönte. Nach der ersten Sendung gab es Kritik von Seiten einiger Zuschauer, die diese Musik als störend empfanden. Die Produktion hielt dennoch bis zum Relaunch der Show an ihm als Musiker fest. Seitdem war Russkaja die Show-Band, die nach deren Auflösung seit Februar 2023 als The Band formerly known as Russkaja auftritt. 5 in Love waren die Ersatzband für Russkaja in Folge 18 und 19. Ihr Stil ist wesentlich ruhiger und wirkt Jazz-beeinflusst. Neben den Talkgästen treten am Ende der Sendung vereinzelt auch Musikgäste auf.

### Richard Klein
Ende 2010 wurde die Figur Richard Klein – gespielt von Herbert Knötzl (Projekt X) – in die Sendung eingeführt. Er ist seiner Ansicht nach die Reinkarnation von Little Richard, der allerdings damals noch lebte. Stermann und Grissemann nominierten ihn für die Österreichische Vorentscheidung zum Eurovision Song Contest 2011, bei der er mit dem Lied Bigger Better Best antrat.

## Kontroversen
In der Folge über die Schweiz wurden viele Aussagen getätigt, die im Land zu einem empörten medialen Echo führte. Besonders die Behauptung, die Schweiz sei ein Schurkenstaat, veranlasste die Schweizer Zeitung Blick, eine Gegenaktion zu starten, bei der es um den besten Österreicher-Witz ging. In der darauffolgenden Episode wurden die Top 10 der Witze vorgelesen und sarkastisch als lustig dargestellt.
In der Folge vom 24. Oktober 2008 persiflierten Stermann & Grissemann mehrmals den kurz zuvor verstorbenen Landeshauptmann Jörg Haider und dessen persönliches Verhältnis zu Stefan Petzner. Nach der Ausstrahlung wurden auf der Sendungs-Website von mehreren Zuschauern stark kontroverse Meinungen zum Ausdruck gebracht. Weiters wurden im Forum der offiziellen Website von Stermann & Grissemann Morddrohungen gegen die beiden Kabarettisten gepostet, worauf diese ihren Auftritt mit dem Programm „Die deutsche Kochschau“ in Kärnten absagten.
Der Entertainer und Moderator Alfons Haider bezeichnete in der Sendung vom 15. Jänner 2010 im Zusammenhang mit den Umständen, wie mit Homosexuellen und Zuwanderern umgegangen wird, Österreich als „verschissenes“ Land. Dies fand zweiseitige Resonanz in weiteren Medien und der Politik.
Zu einem weiteren Skandal kam es im Herbst 2010 im Vorfeld einer aufgezeichneten und noch nicht gesendeten Episode von Willkommen Österreich. Dirk Stermann soll dabei folgenden Witz präsentiert haben: „US-Anwälte verklagen die ÖBB, weil sie den ÖBB vorwerfen, sie seien beteiligt gewesen an der Deportation von Juden: Liebe US-Anwälte, das glaube ich nicht. Wären die Juden mit den ÖBB gefahren, wären sie heute noch nicht in Auschwitz!“ Auf Bestreben der Israelitischen Kultusgemeinde Wien und deren Präsidenten Ariel Muzicant musste die betreffende Szene aus der Show geschnitten werden. Auch ein Sprecher der ÖBB reagierte mit Empörung.
Am 7. Oktober 2011 kam es gleich zu zwei Kontroversen binnen einer Sendung. So hätte in Österreich ein Charity-Event zu Gunsten von Lungenhochdruck-Patienten stattfinden sollen, doch auf Grund der Differenzen zwischen Rainhard Fendrich und Wolfgang Ambros, den Hauptinitiatoren der Gala, musste diese abgesagt werden. Stermann gab daraufhin folgenden Witz zu Besten: „Bei allem Respekt, Lungenhochdruck-Charity, das klingt doch nicht sehr glamourös, oder? Das ist nur mehr ein kleiner Schritt bis zur Schweißfuß-Gala und zum Analfistel-Benefiz in Darmstadt.“ Ein 16 Jahre altes Mädchen, das unter der tödlichen Krankheit Lungenhochdruck leidet, war dadurch derart gekränkt, so dass sich ihr Vater an die Medien wandte. Stermann und Grissemann mussten sich daraufhin in aller Öffentlichkeit im Rahmen ihres Kabaretts bei dem Mädchen entschuldigen. Auch der ORF gab eine öffentliche Entschuldigung ab.
In derselben Sendung bezogen sich Stermann und Grissemann auf den Auftritt des deutschen Autors Thilo Sarrazin in Graz: „In Graz war jetzt Thilo Sarrazin, der streitbare Autor. HC Strache war auch da. Wo ist der Sniper, wenn man ihn braucht?“ Mit dem Sniper waren jene zwei Jugendlichen gemeint, die im September und Oktober 2011 mit einem Luftgewehr in Wien auf Passanten geschossen haben. Die Freiheitliche Partei Österreichs (FPÖ) reagierte empört und meinte, Stermann und Grissemann hätten indirekt zu einem Attentat aufgerufen. Das Duo zeigte sich angesichts der ihrerseits radikalen Kampagnen der Freiheitlichen unbeeindruckt.
In Folge 188 vom 2. Oktober 2012 wurde ein Clip gezeigt, in dem Frank Stronach im Zwiegespräch mit David Alaba parodiert wurde. Die Stronach persiflierende Figur tätigte dabei rassistische Aussagen über Bananen, Hautfarbe und soziale Herkunft. Alaba drohte mit Klage, woraufhin sich Stermann und Grissemann entschuldigten. Der Clip wurde aus der entsprechenden Folge im Folgenarchiv herausgeschnitten.
Am 13. April 2019 entfernte der ORF einen Beitrag von maschek aus der TVthek und YouTube. Heinz-Christian Strache wurde in dem Beitrag folgendermaßen vorgestellt: "vom Neonazi zum Sportminister – eine typisch österreichische Karriere". Der ORF teilte mit, dass eine rechtliche Überprüfung der Passage verabsäumt wurde. Der Beitrag ging danach wieder online, das Wort "Neonazi" wurde allerdings gepiept. Peter Hörmanseder, der die Passage für maschek gesprochen hatte, twitterte daraufhin, dass er – anders als der ORF – die Formulierung aufgrund des Tatsachensubstrats für "angebracht" halte und das Risiko, von Strache geklagt zu werden, eingegangen wäre. 

## Ausstrahlung
Die Sendung wird im Rahmen der Programmschiene DIE.NACHT ausgestrahlt. Während die Episoden der ersten Staffel noch rund eine Stunde lang waren, wurden sie mit dem Relaunch auf etwa 40 Minuten gekürzt. Die Sendungen werden in der Regel in der Woche des Ausstrahlungstermins im Media Quarter Marx in Wien aufgezeichnet. Seit dem 18. September 2008 läuft Willkommen Österreich auch im Nachtprogramm von 3sat.
Alle Sendungen sind im Internet über das Portal willkommen-oesterreich.tv anzuschauen. Wegen lizenzrechtlicher Probleme bezüglich des verwendeten Archivmaterials fällt dabei Thomas Edlingers Beitrag zum Thema aus.
Im Sommer 2008, ab 3. Juli 2008, sendete der ORF während der Sommerpause die beliebtesten Momente aus den ersten 43 Folgen. Diese wurden von der Internet-Community der Homepage gewählt und in einem Kurzclip mit dem Namen Willkommen Österreich-Wurlitzer gezeigt.

## Erfolg
Laut TELETEST sahen die erste Sendung am 31. Mai 2007 128.000 Zuschauer, was zur Sendezeit zwischen 22.20 und 23.30 Uhr einem Marktanteil von 11 % entsprach. Die zweite (108.000 Zuseher, 10 % Marktanteil, 7. Juni) und dritte Folge (125.000, 10 %, 14. Juni) lagen noch darunter. Nach anfänglichen Schwierigkeiten und Änderungen am Sendungskonzept – das in den ersten Folgen praktizierte Konzept, die Sendung halb ernst, halb ironisch, nur den „Ängsten der Österreicher“ zu widmen, wurde nach einigen Ausgaben zu Gunsten einer schwungvolleren Moderation, ähnlich jener in ihrer Radioshow Salon Helga, aufgegeben – läuft die Sendung seither erfolgreicher, mit Marktanteilen bis zu 28 % beim Gesamtpublikum (12. Mai 2011).